# Elvio Gandolfo
Elvio Eduardo Gandolfo (San Rafael, Mendoza, 26 de agosto de 1947) es un escritor, traductor y periodista argentino.

## Biografía
Al año de haber nacido, sus padres se trasladaron a Rosario, la que considera su verdadera ciudad natal. En 1969 se mudó por primera vez a Montevideo, donde se casó y vivió dos años. Regresó a Rosario, donde tuvo a su hija Laura y vivió hasta 1976. Ese año se traslada a Piriápolis (Uruguay), donde permanece cuatro años. Más tarde se muda nuevamente a Montevideo, estadía que se prolongaría hasta 1994. Desde entonces alterna su residencia entre Buenos Aires y Montevideo. Hizo estudios secundarios y de idiomas inglés y francés

## Trabajo en los medios
En Rosario dirigió con su padre Francisco Gandolfo la revista literaria El Lagrimal Trifurca (1968-1976). Trabajó en periodismo cultural en publicaciones de Argentina; diarios La Opinión, Clarín y suplemento Radar de Página 12; revistas SuperHumor, V de Vian, Minotauro (segunda época), La mujer de mi vida, Cuásar y tuvo una sección fija llamada Polvo de estrellas en la revista El Péndulo. En Montevideo, y junto a Homero Alsina Thevenet fundó en 1989 el suplemento Cultural del diario El País en el que permaneció hasta 2014. Colaboró además con los semanarios Crónicas Económicas, Opinar, Jaque, La Razón, La Democracia y la revista Punto y Aparte.
Como traductor, ha volcado al español a autores como Tennessee Williams, Jack London y H. P. Lovecraft, entre otros. 
Desde marzo de 1999 hasta agosto del 2000 dirigió la Editorial Municipal de Rosario.
Compiló para distintos sellos antologías de ciencia ficción, relato policial, fantástico, de suspenso, etc.
En televisión realizó durante seis años los micros de libros y cine en el programa ómnibus de Canal 4 (Montevideo).
Realizó un corto narrativo en Super-8 en 1974, Secuencia 1, que obtuvo diversos premios en Argentina y Uruguay.

## Obra literaria
Como narrador, su libro Boomerang fue primer finalista en el Premio Planeta 1992. El libro Parece mentira (Fin de Siglo, 1993) recoge textos sobre Onetti, Cortázar, Benedetti, H. G. Wells o Susan Sontag, donde se mezclan el periodismo y la literatura. En 2014 recibió el Premio Konex - Diploma al Mérito como una de las mejores cuentistas del período 2009-2013.
Algunos de sus cuentos fueron traducidos al francés e italiano.

### Interés por la ciencia ficción
Sus relaciones con el género han sido discontinuas pero abundantes. Redactó un extenso prólogo para Los universos vislumbrados, antología de Jorge Sánchez (1978), que abrevió y puso al día en un informe para la revista Los inrockuptibles. Realizó abundantes traducciones para los sellos Andrómeda y Adiax como la trilogía de Ramson de C. S. Lewis, la nouvelle La fe de nuestros padres de Philip K. Dick (a la que acompañó un extenso estudio sobre Dick, en Fénix 1, 1979), y diversas antologías. Compiló para el Centro Editor de América Latina cinco antologías de ciencia ficción; precursores, fundadores, Estados Unidos y el resto del mundo, más ciencia ficción y fantasía latinoamericana. Refundió parte del material, y agregó cuentos nuevos en una nueva selección para editorial Ameghino. Además muchos de sus cuentos tocan temas relacionados con el género, como La mosca loca (solo apareció en revista), El manuscrito de Juan Abal, El terrón disolvente (en homenaje a Dick) y Llano de sol, entre otros.

## Obra

### Poesía
- 1972 - De lagrimales y cachimbas
- 1976 - Poesía viva de Rosario
- 1978 - La huella de los pájaros
- 2011 - El año de Stevenson

### Cuentos
- 1982 - La reina de las nieves
- 1986 - Caminando alrededor
- 1992 - Dos mujeres
- 1994 - Ferrocarriles argentinos
- 2000 - Cuando Lidia vivía se quería morir
- 2010 - The Book of Writers (relatos)
- 1991 - El terrón disolvente
- 2013 - Cada vez más cerca
- 2016 - Vivir en la salina. Cuentos completos

### Crónicas
- 1993 - Parece mentira

### Novelas
- 1993 - Boomerang
- 2006 - Ómnibus (novela-crónica)
- 2016 - Mi mundo privado

### Ensayos
- 2002 - Roberto Bolaño: la escritura como tauromaquia (con texto «La apretada red oculta»)
- 2015 - La mujer de mi vida. Notas y margaritas

### En antologías
- 1988 - Cuentos del Mare Nostrum (dirigida por Mario Delgado Aparaín. Ediciones Trilce, Montevideo)